# Richard Kleffel

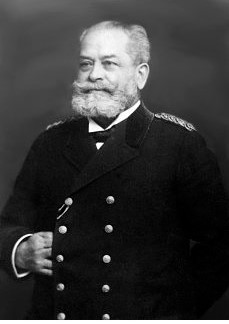
Richard Kleffel

Richard Kleffel (* 25. September 1850 in Ragnit, Ostpreußen; † 19. März 1919 in Berlin-Schöneberg) war ein deutscher Sanitätsoffizier.

## Leben
Er besuchte ab 1860 die Königliche Litthauische Provinzialschule. Am 22. März 1870 bestand er die Abiturprüfung. Für die militärärztliche Ausbildung trat er anschließend in das Medicinisch-chirurgisches Friedrich-Wilhelms-Institut. Er nahm am Deutsch-Französischen Krieg teil. 1871 wurde er im Corps Alemannia Berlin recipiert. Die Friedrich-Wilhelms-Universität promovierte ihn am 8. August 1874 zum Dr. med.
Am 23. Februar 1876 Approbation und am 27. April 1874 zum Assistenzarzt befördert, wechselte er am 7. Mai 1878 zur Kaiserlichen Marine. Ab 1. Oktober 1884 war er zwei Jahre am Friedrich-Wilhelms-Institut tätig. Nach einer Kommandierung an die Charité war er von 1887 bis 1892 Chefarzt vom Lazarett der deutschen Kaiserlichen Marine in Yokohama. Er war 1884/85 Arzt von Friedrich Karl von Preußen. Nach dessen Tod begleitete er den Sohn Prinz Leopold auf einer Reise. Er war zuletzt Marinegeneralarzt (Kapitän zur See) und Garnisonsarzt in Wilhelmshaven. Am 11. August 1903 schied er aus dem Dienst. Den Ruhestand verlebte er in Schöneberg. 1906–1909 war er an der Knappschaftsheilstätte Sülzhayn und an Sanatorien wieder als Arzt tätig. Zu Beginn des Ersten Weltkriegs reaktiviert, diente er über die vier Kriegsjahre als Chefarzt eines Lazaretts. Als er mit 68 Jahren gestorben war, wurde er auf dem Invalidenfriedhof beigesetzt. Die Grabstätte wurde 1961 für den Bau der Berliner Mauer eingeebnet.
Kleffel hatte zwei Söhne, nämlich das NS-Justizopfer und späteren westdeutschen Oberstaatsanwalt Werner und den Jagdpiloten im Ersten Weltkrieg sowie späteren Journalisten Walter.

## Ehrungen
- Königlicher Kronen-Orden (Preußen) III. Klasse (1901)
- Dienstauszeichnung#Königreich Preußen
- Roter Adlerorden IV. Klasse
- Orden der Aufgehenden Sonne
- Orden Danilos I. für die Unabhängigkeit
- Vorstand des Deutschen Großlogenbundes